# شريفة اليحيائية
الدكتورة شريفة بنت خلفان بن ناصر اليحيائية أستاذة جامعية وكاتبة وناقدة للأدب الحديث، من اهتماماتها الرئيسية هو تمكين المرأة والأسرة. حاصلة على درجة الدكتوراة في دراسات اللغة العربية والشرق الأوسط عام 2001م من جامعة ليدز المملكة المتحدة، ماجستير في الأدب الحديث عام 1995م من جامعة السلطان قابوس في سلطنة عمان، وبكالوريوس في اللغة العربية وآدابها من الجامعة ذاتها عام 1992م.
في عام 2004م، صدر مرسوم سلطاني رقم 113 بتعيين الدكتورة شريفة بنت خلفان بن ناصر اليحيائية وزيرة للتنمية الاجتماعية (2018-2011) م، وقد تولت العديد من المناصب الإدارية بين 2004و2011م في كل من:" اللجنة الوطنية لخدمات المعاقين، واللجنة الوطنية لرعاية الطفولة، ثم اللجنة الوطنية لشؤون الأسرة. بالإضافة إلى ترأسها اللجنة العليا المنظمة لندوة المرأة العمانية، واللجنة التنفيذية لتوصيات الندوة، ومبادرة يوم المرأة العمانية منذ عام 2009 وحتى 2011م.
شغلت عضوية مجلس إدارة في كل من مجلس التعليم العالي (2004-2011) م، ومجلس البحث العلمي (2007-2011) م، ومجلس سيدات الأعمال العرب، ومجلس إدارة مؤسسة المرأة العربية (دبي- من عام 2015) م. والمجلس الاستشاري لجامعة الأعمال والتكنولوجيا (جدة- من عام2016) م.
كما مثلت دولتها من ضمن وفد سلطنة عمان الذي تشارك في القمة العربية والاعتيادية الحادية والعشرين، والقمة الثانية للدول العربية ودول أمريكا الجنوبية في الدوحة عام2009م.
كما تم دعوتها لتكون متحدثة في مؤتمر "WOMEN SME 2017" في الإمارات.

## مهامها وإنجازاتها
شغلت العديد من المهام في «جامعة السلطان قابوس» من ضمنها: معيدة في كلية الآداب والعلوم الاجتماعية، قسم اللغة العربية وآدابها بين 1992م و1995م ثم كأستاذ مساعد في قسم اللغة العربية في كلية الآداب والعلوم الاجتماعية بين 1992م و2004م.
عملت كمستشارة وخبيرة أكاديمية متخصصة في مجال تمكين المرأة والأسرة بين 2004 و2011م، في سلطنة عمان ودول مجلس التعاون الخليجي.

## الأبحاث والمشاركات العلمية
نشر لها خلال الفترة من 2000 – 2004م العديد من البحوث والمقالات بمجلات علمية تخصصية عمانية وعربية.
نشر لها بعام 2004 كتاب بعنوان «دراسات في الأدب الخليجي الحديث».
الحلقات التلفزيونية والإذاعية:
استضيفت في بعض البرامج التلفزيونية والإذاعية مثل برنامج «ما بعد القرار» على اذاعة الشباب، وبرنامج «أسرتي سر سعادتي»، وكذلك «القرار» إذاعة الشبيبة.

## المساهمات المجتمعية
كان لها دور في المساهمات المجتمعية فيما يخص بجانب المرأة والأسرة من الناحية الإسلامية، والإنسانية. كما كان لها دور في قضايا الأشخاص ذوي الإعاقة وبالأخص الأطفال والاكتشاف المبكر لحالات التوحد لدى الأطفال والوسائل المستخدمة لتأهيلهم وتدريبهم.
```
في توقيع مذكرات تفاهم لتعزيز أصر التعاون بين البلدين الصديقين، ومنها ماليزيا والأردن، وكذلك الولايات المتحدة الاميركية، فيما يختص بجانب المرأة والأسرة من الناحية الإسلامية، والإنسانية، وأيضا الفعاليات العمانية، وحيث اشادة بالتجربة العمانية في مجال تمكين المرأة ودعوة إلى مؤتمر دولي لدراسة التشريعات والقوانين بمختلف الدول الإسلامية، وكذلك نشر الثقافة العمانية بعاداتها وتقاليدها، وما تتمتع به من مختلف الفنون الشعبية.
```

وتلقت منهم الإشادات، وتبادل الإعجاب بهذه التجربة العمانية في مجال تمكين المرأة وإعطاء المرأة المسلمة حقوقها التي ضمنها لها الإسلام.

## أهم الجوائز
-	جائزة «المرأة العربية لعام 2008م» المقدمة من قبل «مؤسسة المرأة العربية» عن دورها في المجال الاجتماعي.
-	جائزة المرأة العربية لعام 2018م المقدمة من مؤسسة لندن العربية وجامعة (ريجنت) لندن، وذلك عن جهودها في مجال التنمية الاجتماعية وخاصة تلك المتعلقة بتمكين المرأة والأسرة في سلطنة عمان.